# London Biggin Hill Airport
London Biggin Hill Airport (IATA: BQH, ICAO: EGKB) är en flygplats i Biggin Hill i London, ca 22 km från centrala London. Flygplatsen var tidigare en brittisk flygbas för Royal air force med namnet RAF Biggin Hill.